# Viaducto de Mondéjar
El viaducto de Mondéjar es un viaducto situado en el municipio español de Mondéjar, en la provincia de Guadalajara. La infraestructura fue construida originalmente como parte del inacabado ferrocarril del Tajuña, si bien en la actualidad forma parte del trazado de la Vía verde del Tajuña II. Constituye, así mismo, uno de los monumentos más emblemáticos de la localidad.

## Características
El viaducto se encuentra situado a la entrada de Mondéjar, siguiendo el trazado ferroviario que iba hasta Alocén. Forma parte del tramo Orusco de Tajuña-Mondéjar del ferrocarril del Tajuña, que fue abierto al tráfico en marzo de 1916. La infraestructura tiene una longitud de 96 metros y está compuesta por seis hasta arcos, teniendo una planta en forma convexa. El viaducto fue construido mediante obra de fábrica, utilizando para ello piedras procedentes de las cercanas canteras de Ambite. En la actualidad la infraestructura es atravesada en su parte inferior por la carretera CM-2029.